# Ercília Costa
Pour les articles homonymes, voir Costa.
Ercília Botelho Farinha Costa, connue sous le nom d’Ercília Costa, née à Costa da Caparica le 3 août 1902, décédée à Algés, freguesia d'Oeiras le 16 novembre 1985,  est une actrice de revue, compositrice et chanteuse de fado portugaise. Elle est considérée comme la toute première chanteuse de fado à avoir acquis une renommée internationale.

## Biographie
Née dans une famille de pêcheurs, elle fait des travaux de couturière pour subvenir aux besoins de sa famille et fait ses débuts dans les années 1920 comme actrice et chanteuse dans les revues populaires de Lisbonne, menées par des vedettes comme Beatriz Costa (pt) et Luísa Satanella. Elle passe une audition au Teatro Nacional de São Carlos pour une revue qui ne verra pas le jour mais sa voix est remarquée par Eugénio Salvador (pt), danseur et acteur portugais, qui l'invite à rejoindre la troupe de revues du Teatro Maria Vitória. C'est le début de sa carrière de fadiste.
Elle est souvent surnommée la santa do fado (en français, la sainte du fado), en référence à ses mains qu'elle tenait jointes pendant ses récitals, ou toutinegra do fado (la fauvette du fado). Sa popularité croissante se confirme grâce à plusieurs tournées, dont celle de l'ensemble Troupe Guitarra de Portugal en 1930 (avec, entre autres, Alfredo Duarte Marceneiro). En 1932, ils effectuent leur propre tournée aux Açores et à Madère. Entre 1936 et 1939, ils font trois tournées au Brésil, notamment avec Vasco Santana (pt) et Mirita Casimiro (pt). Ercília Costa se produit également en Espagne, en France (1937) et aux États-Unis (1939 et 1947). Elle participe à de nombreuses émissions en direct à la radio et enregistre de nombreux disques.
Elle est également la compositrice de certains de ses succès, dont Fado da mocidade ou O filho ceguinho (également connu sous le nom de O Menor da Ercília). Elle est accompagnée par des guitaristes comme Armandinho (guitariste) (en) ou Raul Nery (pt), deux des virtuoses historiques de la guitare portugaise.
Ercília Costa s'intéresse peu au cinéma portugais, alors très populaire. Après de petits rôles en 1932 et 1938, elle joue dans  le long mètrage Madragoa (de) (1952), film de Perdigão Queiroga, sa denière apparition au cinéma. Vers le milieu des années 50, elle se retire de la scène et fait encore quelques enregistrements jusqu'en 1972.
Elle est considérée comme la plus grande chanteuse portugaise de son époque. Cependant, comme elle a connu l'apogée de sa carrière avant les années 1950, c'est-à-dire avant que les ventes de disques ne marquent de manière décisive la popularité des musiciens, elle n'est plus guère connue du public. Son absence d'engagement au cinéma l'a également empêchée de conserver sa popularité au-delà de sa période active.

## Hommages
Une rue de Costa da Caparica, sa ville natale, porte son nom.